# NGC 4403
إن جي سي 4403 (بالألمانية: NGC 4403) التي يرمز لها بالرمز NGC 4403، هي مجرة، في كوكبة العذراء.

## الاكتشاف
اكتشفت في 20 مارس 1789، بواسطة ويليام هيرشل.